# Tours Mercuriales
Die Tours Mercuriales sind zwei Bürotürme in Bagnolet im Département Seine-Saint-Denis.
Die beiden Türme, die 1975 von SAEP, einem Unternehmen der Eiffage-Holding, erbaut wurden, befinden sich am Rande der Pariser Ringstraße in der Nähe der Porte de Bagnolet in einem Viereck, das von den Straßen von Jean-Jaurès, Adélaïde-Lahaye, Sadi-Carnot und Allee Gambetta umgeben ist. Sie werden Tour Levant (im Osten) und Tour Ponant (im Westen) genannt.
Diese Türme waren Teil eines großen Geschäftsviertelprojekts im Osten von Paris, mit dem das Viertel La Défense im Westen ausgeglichen werden sollte.
Die Architektur der Türme ist inspiriert von den Zwillingstürmen des alten World Trade Centers in New York.